# Cedar Springs
Cedar Springs es una ciudad situada en el condado de Kent, Míchigan, Estados Unidos. Tiene una población estimada, a mediados de 2023, de 3671 habitantes.
Forma parte del área metropolitana de Grand Rapids.

## Geografía
La localidad está ubicada en las coordenadas 43°13′14″N 85°33′16″O / 43.22056, -85.55444 (43.220424, -85.554367). Según la Oficina del Censo, tiene una superficie total de 5.31 km², de los cuales 5.14 km² corresponden a tierra firme y 0.17 km² están cubiertos de agua.

## Demografía
Según el censo de 2020, en ese momento había 3627 personas residiendo en la localidad. La densidad de población era de 705.64 hab./km². El 86.55% de los habitantes eran blancos, el 1.74% eran afroamericanos, el 0.41% eran amerindios, el 0.74% eran asiáticos, el 0.14% eran isleños del Pacífico, el 1.74% eran de otras razas y el 8.68% eran de una mezcla de razas. Del total de la población, el 5.73% eran hispanos o latinos de cualquier raza.